# Sven Sakkov
Sven Sakkov (Tartu, 1971. szeptember 14.) észt diplomata és hivatalnok. 2015–2017 között az NATO tallinni Kibervédelmi Kiválósági Központjának (CCDCOE) a parancsnoka volt. 2017. szeptember 1-jétől 2020-ig az észt Nemzetközi Biztonsági és Védelmi Központ kutatóintézet igazgatója volt. 2020-tól Észtország finnországi nagykövete.

## Élete és szakmai karrierje
Tartuban született. Apja Elmar-Oskar Sakkov fizikus, anyja Helmi Sakkov építész. A Tartui Egyetemen tanult történelmet, majd Cambridge-i Egyetemen szerzett mester fokozatot nemzetközi kapcsolatok szakon. Később tanult a brit Royal Defence College-ben, az Egyesült Államokban a St. Lawrence Egyetemen, valamint a németországi Marshall Centre-ben. Részt vett több külföldi katonai akadémia képzésein is.
1995–1996 között az észt elnök mellett működő nemzetbiztonsági és védelmi tanácsadó testület tagja volt. 1997-től 1998-ig az Észt Védelmi Minisztérium Nemzetközi Főosztályát vezette. 1998-tól 2001-ig Észtország brüsszeli NATO-képviseletének munkatársa volt, majd 200–2002 között az Észt Védelmi Minisztérium Védelmi Tervezési Főosztályának helyettes vezetője, 2004-től 2004-ig vezetője volt. 2006–2008 között Észtország washingtoni nagykövetségének katonai attaséja. Hazatérése után, 2008. április 1-jén kinevezték az Észt Védelmi Minisztérium védelempolitikáért felelős helyettes államtitkárává. E poszton a védelmi tervezést, a nemzetközi együttműködést és az EU-val, valamint a NATO-val történő védelmi együttműködést koordinálta. 2015. szeptember 1-jétől a NATO Tallinnban működő Kibervédelmi Kiválósági Központjának (CCDCOE) a vezetőjévé nevezték ki. Ezt a posztot 2017. szeptember 1-jéig töltötte be, ekkor a tallinni székhelyű Nemzetközi Biztonsági és Védelmi Központ (RKK) biztonságpolitikai kutatóintézet igazgatója lett. 2020. október 22-től Észtország nagykövete Finnországban.

## Magánélete
Nős, egy lánya és egy fia van.

## Kitüntetései
- Fehér Csillag érdemrend IV. osztálya
- A Védelmi Minisztérium II. osztályú kitüntetése[4]